# Streglio
Streglio è un'azienda dolciaria italiana fondata a Torino nel 1924, famosa per i gianduiotti, cremini, pralineria e gelatine alla frutta.

## Storia
Viene fondata nel 1924 da Pietro Arturo Streglio, ex operaio alla Talmone, in un piccolo laboratorio in via Principi d'Acaja 51 a Torino con l'obiettivo di creare cioccolato e dolci di alta qualità.
La Seconda Guerra Mondiale provoca gravi danni all'attività dell'azienda che, dal 1943 al 1945, trasferisce lo stabilimento in via Caprie. In seguito ai bombardamenti l'attività riprende a pieno regime solo nel 1948.
A seguito della morte del fondatore, il 31 dicembre 1970, l'azienda è acquisita da Stefano Pernigotti, proprietario del Gruppo Pernigotti di Novi Ligure.  Nel 1975 la Streglio, sempre sotto la proprietà Pernigotti, introduce le “Gelées di Frutta” sul mercato italiano. Nel 1976 la proprietà inizia un rilancio del marchio Streglio, inaugurando un nuovo stabilimento produttivo a None di 11.000 m², su un'area di 40.000 m²,  dove si realizza il ciclo della lavorazione del cioccolato partendo dalla tostatura delle fave di cacao.
Successivamente Stefano Pernigotti cede l'azienda alla nipote Lorella Comi che a sua volta la vende nel luglio 2000 alla Parmalat. I commissari della società emiliana, a seguito del crac finanziario, la cedono nel 2005 per 2,2 milioni alla famiglia Borsci, proprietaria dell'omonimo marchio, noto per l'Elisir San Marzano Borsci. Dopo un periodo di crisi (l'azienda fallisce nel 2010), la Streglio è ceduta all'imprenditore cuneese Antonio Livio Costamagna, specializzato in elettronica e meccatronica e presidente della CONFAPI Piemonte. Ma nell'ottobre 2012 Costamagna cede l'azienda a un imprenditore bresciano, Franco Ghirardini. Pochi mesi più tardi, nel maggio 2013, il tribunale di Pinerolo ne decreta il fallimento.
Nell'ottobre 2013 il tribunale giudica inaccettabile la proposta d'acquisto presentata da Silvio Bessone e cede l'azienda per 2 milioni all'imprenditore bresciano Luigi Gatta, proprietario del Gruppo Amadini, specializzato in ricambi d'auto. Dei cinquanta dipendenti, sono assunti solo in otto. Il 4 luglio 2014 rientrano nuovamente in funzione le linee di produzione dei gianduiotti e del cioccolato Streglio. L'azienda, guidata dalla moglie di Luigi Gatta, Sergia (ex modella) e dal figlio Marcello, intende produrre cioccolato e dolci di alta qualità, facendo significativi investimenti in impianti di produzione come l'incorporazione di un nuovo laboratorio per lo sviluppo di nuovi prodotti.
Nel 2021 viene acquistata dal gruppo Galup.

## L’azienda
È specializzata nel cioccolato artigiano e produce circa 300 differenti referenze.

### Specialità
Gianduiotto estruso, Cremino tagliato a mano, Liquorini, Gelées e Crocchina.